# Primera División femenina de fútbol sala 2015-16
La temporada 2015-16 de Primera División fue la 22.ª edición de la máxima categoría de la Liga Nacional de Fútbol Sala Femenina de España. La competición se disputa anualmente, empezando a finales del mes de agosto o principios de septiembre, y terminando en el mes de mayo o junio del siguiente año.
La Primera División consta de un grupo único integrado por dieciséis equipos. Siguiendo un sistema de liga, los dieciséis equipos se enfrentan todos contra todos en dos ocasiones -una en campo propio y otra en campo contrario- sumando un total de 30 jornadas. El orden de los encuentros se decide por sorteo antes de empezar la competición. La clasificación final se establece con arreglo a los puntos totales obtenidos por cada equipo al finalizar el campeonato. Los equipos obtienen tres puntos por cada partido ganado, un punto por cada empate y ningún punto por los partidos perdidos. El equipo que más puntos sume al final del campeonato será proclamado campeón de Liga.

## Información de los equipos
| Club                         | Ciudad        | Comunidad Autónoma   | Entrenador/a       | Pabellón                            | Aforo |
| ---------------------------- | ------------- | -------------------- | ------------------ | ----------------------------------- | ----- |
| Atlético Madrid Navalcarnero | Navalcarnero  | Comunidad de Madrid  | Andrés Sanz        | La Estación                         | 1.500 |
| Cidade de As Burgas FS       | Orense        | Galicia              | Manolo Codeso      | Os Remedios                         | 2.500 |
| CD Burela FS Pescados Rubén  | Burela        | Galicia              | Iván Cao           | Vista Alegre                        | 1.400 |
| Universidad de Alicante FSF  | Alicante      | Comunidad Valenciana | Carlos Navarro     | Universidad de Alicante             | 500   |
| AD Alcorcón FSF              | Alcorcón      | Comunidad de Madrid  | Ángel Sáiz         | Los Cantos                          | 1.568 |
| Jimbee Roldán FSF            | Torre Pacheco | Región de Murcia     | Jesús Cabrera      | Gabriel Pérez                       | 460   |
| FSF Rioja                    | Logroño       | La Rioja             | Carlos Moreno      | Palacio de los Deportes de La Rioja | 4.000 |
| Ourense Envialia             | Orense        | Galicia              | José Carlos Martín | Os Remedios                         | 2.500 |
| FSF Gironella                | Gironella     | Cataluña             | Joan Arisa         | Municipal de Gironella              |       |
| Poio Pescamar FS             | Poyo          | Galicia              | Jorge Basanta      | A Seca                              | 700   |
| Lacturale Gurpea Orvina KE   | Pamplona      | Navarra              | Iñigo Aquerreta    | Ezkaba                              |       |
| Majadahonda FSF /AFAR 4      | Majadahonda   | Comunidad de Madrid  | Javier Lázaro      | La Granadilla                       | 200   |
| FSF Móstoles                 | Móstoles      | Comunidad de Madrid  | Luis Ostolaza      | Villafontana                        |       |
| Valdetires Ferrol FSF        | Ferrol        | Galicia              | Jorge Rodríguez    | Esteiro                             |       |
| Rubí FS                      | Rubí          | Cataluña             | Manel Cintes       | La Llana                            |       |
| Elche Oh! My Sandals         | Elche         | Comunidad Valenciana | Maravillas Sansano | Esperanza Lag                       | 1.814 |

### Cambios de entrenadores
| Equipo              | Entrenador (Jornadas) | Fecha de vacante       | Posición en la tabla | Entrenador entrante    | Fecha de nombramiento   |
| ------------------- | --------------------- | ---------------------- | -------------------- | ---------------------- | ----------------------- |
| Rayo Majadahonda FS | Javier Lázaro (1-10)  | 8 de diciembre de 2015 | 14.º                 | José Ramón Cano (11- ) | 10 de diciembre de 2015 |

## Equipos por comunidad autónoma
| Comunidad autónoma   | N.º | Equipos |
| -------------------- | --- | --- |
| Galicia              | 5   | Ourense C. F., Cidade de As Burgas F. S., Valdetires Ferrol F. S. F., Burela F. S. y Poio F. S. Pescamar     |
| Comunidad de Madrid  | 4   | F. S. F. Móstoles, C. D. Atlético Madrid Navalcarnero, A. D. Alcorcón F. S. F. y Majadahonda F. S. F./Afar 4 |
| Cataluña             | 2   | F. S. Gironella y Rubí F. S.                                                                                 |
| Comunidad Valenciana | 2   | C. D. Universidad de Alicante y Elche C. F.                                                                  |
| Navarra              | 1   | C. D. Orvina Lacturale Gurpea                                                                                |
| La Rioja             | 1   | F. S. F. Rioja                                                                                               |
| Región de Murcia     | 1   | Jimbee Roldán F. S. F.                                                                                       |

## Clasificación
|                                          |     | Equipos                       | PJ | G  | E | P  | GF  | GC  | Dif. | Pts. |
| ---------------------------------------- | --- | ----------------------------- | -- | -- | - | -- | --- | --- | ---- | ---- |
|                                          | 1.  | Burela F. S.                  | 30 | 27 | 2 | 1  | 127 | 45  | +82  | 83   |
|                                          | 2.  | Atlético Madrid Navalcarnero  | 30 | 27 | 1 | 2  | 175 | 46  | +129 | 82   |
|                                          | 3.  | A. D. Alcorcón F. S. F.       | 30 | 23 | 1 | 6  | 122 | 52  | +70  | 70   |
|                                          | 4.  | C. D. Universidad de Alicante | 30 | 18 | 4 | 8  | 120 | 60  | +60  | 58   |
|                                          | 5.  | Ourense C. F.                 | 30 | 18 | 3 | 9  | 101 | 54  | +47  | 57   |
|                                          | 6.  | Rubí F. S.                    | 30 | 17 | 1 | 12 | 95  | 102 | –7   | 52   |
|                                          | 7.  | Cidade de As Burgas F. S.     | 30 | 14 | 3 | 13 | 109 | 109 | 0    | 45   |
|                                          | 8.  | Jimbee Roldán F. S. F.        | 30 | 13 | 5 | 12 | 75  | 77  | –2   | 44   |
|                                          | 9.  | Poio F. S. Pescamar           | 30 | 12 | 3 | 15 | 89  | 83  | +6   | 39   |
|                                          | 10. | F. S. F. Móstoles             | 30 | 11 | 1 | 18 | 76  | 111 | –35  | 34   |
|                                          | 11. | F. S. Gironella               | 30 | 9  | 4 | 17 | 66  | 92  | –26  | 31   |
|                                          | 12. | Majadahonda F. S. F./Afar 4   | 30 | 8  | 5 | 17 | 71  | 100 | –29  | 29   |
|                                          | 13. | F. S. F. Rioja                | 30 | 8  | 1 | 21 | 56  | 116 | –60  | 25   |
|                                          | 14. | Valdetires Ferrol F. S. F.    | 30 | 7  | 3 | 20 | 60  | 143 | –83  | 24   |
|                                          | 15. | C. D. Orvina Lacturale Gurpea | 30 | 6  | 3 | 21 | 60  | 135 | –75  | 21   |
|                                          | 16. | Elche C. F.                   | 30 | 1  | 2 | 27 | 44  | 120 | –76  | 5    |
| Última actualización: 4 de junio de 2016 |     |                               |    |    |   |    |     |     |      |      |

|  | Campeón de Liga y clasificado para la Copa de España 2016 |
|  | Clasificado para la Copa de España 2016                   |
|  | Descendido a Segunda División 2016-17                     |

### Evolución de la clasificación
| Equipo / Jornada              | 1  | 2  | 3  | 4  | 5  | 6  | 7  | 8  | 9  | 10 | 11 | 12 | 13 | 14 | 15 | 16 | 17 | 18 | 19 | 20 | 21 | 22 | 23 | 24 | 25 | 26 | 27 | 28 | 29 | 30 |
| Equipo / Jornada              |    |    |    |    |    |    |    |    |    |    |    |    |    |    |    |    |    |    |    |    |    |    |    |    |    |    |    |    |    |    |
| ----------------------------- | -- | -- | -- | -- | -- | -- | -- | -- | -- | -- | -- | -- | -- | -- | -- | -- | -- | -- | -- | -- | -- | -- | -- | -- | -- | -- | -- | -- | -- | -- |
| Burela F. S.                  | 6  | 3  | 2  | 2  | 2  | 2  | 2  | 2  | 2  | 2  | 2  | 2  | 2  | 2  | 2  | 2  | 2  | 2  | 2  | 2  | 2  | 2  | 2  | 2  | 2  | 1  | 1  | 1  | 1  | 1  |
| Atlético Madrid Navalcarnero  | 1  | 1  | 1  | 1  | 1  | 1  | 1  | 1  | 1  | 1  | 1  | 1  | 1  | 1  | 1  | 1  | 1  | 1  | 1  | 1  | 1  | 1  | 1  | 1  | 1  | 2  | 2  | 2  | 2  | 2  |
| A. D. Alcorcón F. S. F.       | 3  | 2  | 6  | 4  | 4  | 4  | 4  | 6  | 5  | 3  | 3  | 3  | 3  | 3  | 3  | 3  | 3  | 3  | 3  | 3  | 3  | 3  | 3  | 3  | 3  | 3  | 3  | 3  | 3  | 3  |
| C. D. Universidad de Alicante | 14 | 5  | 4  | 7  | 8  | 6  | 6  | 4  | 4  | 5  | 5  | 6  | 7  | 7  | 7  | 7  | 5  | 5  | 5  | 5  | 5  | 5  | 5  | 5  | 5  | 5  | 5  | 5  | 5  | 4  |
| Ourense C. F.                 | 15 | 6  | 3  | 3  | 3  | 3  | 5  | 3  | 3  | 4  | 4  | 4  | 4  | 4  | 6  | 6  | 4  | 4  | 4  | 4  | 4  | 4  | 4  | 4  | 4  | 4  | 4  | 4  | 4  | 5  |
| Rubí F. S.                    | 10 | 13 | 8  | 5  | 5  | 7  | 7  | 7  | 7  | 6  | 6  | 5  | 5  | 5  | 4  | 5  | 7  | 6  | 6  | 6  | 6  | 7  | 6  | 6  | 6  | 6  | 6  | 6  | 6  | 6  |
| Cidade de As Burgas F. S.     | 16 | 16 | 14 | 15 | 11 | 13 | 11 | 10 | 8  | 8  | 8  | 8  | 8  | 8  | 8  | 8  | 8  | 8  | 8  | 8  | 8  | 8  | 8  | 8  | 8  | 8  | 7  | 8  | 7  | 7  |
| Jimbee Roldán F. S. F.        | 2  | 8  | 9  | 6  | 6  | 5  | 3  | 5  | 6  | 7  | 7  | 7  | 6  | 6  | 5  | 4  | 6  | 7  | 7  | 7  | 7  | 6  | 7  | 7  | 7  | 7  | 8  | 7  | 8  | 8  |
| Poio F. S. Pescamar           | 13 | 7  | 5  | 8  | 7  | 8  | 8  | 11 | 12 | 12 | 10 | 11 | 9  | 9  | 9  | 9  | 10 | 9  | 11 | 10 | 10 | 10 | 10 | 10 | 10 | 11 | 10 | 10 | 9  | 9  |
| F. S. F. Móstoles             | 4  | 9  | 11 | 12 | 13 | 11 | 10 | 9  | 10 | 10 | 11 | 10 | 11 | 10 | 10 | 10 | 11 | 11 | 10 | 9  | 9  | 9  | 9  | 9  | 9  | 9  | 9  | 9  | 10 | 10 |
| F. S. Gironella               | 12 | 15 | 10 | 9  | 9  | 9  | 9  | 8  | 9  | 9  | 9  | 9  | 10 | 11 | 11 | 11 | 9  | 10 | 9  | 11 | 11 | 11 | 11 | 11 | 11 | 10 | 11 | 11 | 11 | 11 |
| Majadahonda F. S. F./Afar 4   | 7  | 12 | 15 | 11 | 12 | 14 | 14 | 14 | 13 | 14 | 13 | 13 | 13 | 13 | 12 | 12 | 12 | 12 | 12 | 12 | 12 | 12 | 12 | 13 | 13 | 12 | 12 | 12 | 12 | 12 |
| F. S. F. Rioja                | 9  | 14 | 16 | 16 | 16 | 16 | 16 | 16 | 16 | 15 | 15 | 15 | 15 | 14 | 15 | 15 | 15 | 15 | 15 | 15 | 14 | 14 | 15 | 15 | 15 | 14 | 14 | 13 | 13 | 13 |
| Valdetires Ferrol F. S. F.    | 5  | 4  | 7  | 10 | 10 | 10 | 12 | 12 | 11 | 11 | 12 | 12 | 12 | 12 | 13 | 14 | 14 | 14 | 14 | 14 | 15 | 15 | 14 | 12 | 12 | 13 | 13 | 14 | 15 | 14 |
| C. D. Orvina Lacturale Gurpea | 8  | 10 | 12 | 13 | 14 | 12 | 13 | 13 | 14 | 13 | 14 | 14 | 14 | 15 | 14 | 13 | 13 | 13 | 13 | 13 | 13 | 13 | 13 | 14 | 14 | 15 | 15 | 15 | 14 | 15 |
| Elche C. F.                   | 11 | 11 | 13 | 14 | 15 | 15 | 15 | 15 | 15 | 16 | 16 | 16 | 16 | 16 | 16 | 16 | 16 | 16 | 16 | 16 | 16 | 16 | 16 | 16 | 16 | 16 | 16 | 16 | 16 | 16 |

## Resultados
Los horarios corresponden a la CET (Hora Central Europea) UTC+1 en horario estándar y UTC+2 en horario de verano.
| Rubí FS                  | 2 - 2 | Majadahonda FSF /AFAR 4      | 19 de septiembre | 16ː30 | La Llana               | 100 |
| Cidade de As Burgas      | 3 - 9 | Atlético Madrid Navalcarnero | 19 de septiembre | 17ː00 | Los Remedios           | 500 |
| FSF Rioja                | 2 - 2 | Lacturale Gurpea Orvina      | 19 de septiembre | 18ː00 | Bretón de los Herreros | 200 |
| Valdetires Ferrol        | 2 - 1 | Univ. Alicante               | 19 de septiembre | 18ː00 | Esteiro                | 100 |
| Móstoles FSF             | 2 - 1 | FS Gironella                 | 19 de septiembre | 18ː30 | Villafontana           | 150 |
| Jimbee Roldán FSF        | 5 - 3 | Ourense Envialia             | 19 de septiembre | 19ː00 | Gabriel Pérez          | 500 |
| Burela FS Pescados Rubén | 2 - 1 | Elche Oh! My Sandals         | 19 de septiembre | 20ː00 | Vista Alegre           | 250 |
| AD Alcorcón FSF          | 2 - 1 | Poio Pescamar                | 20 de septiembre | 12ː30 | Los Cantos             | 500 |

| Ourense Envialia             | 7 - 0 | Móstoles FSF         | 26 de septiembre | 17ː00 | Los Remedios   | 300 |
| FS Gironella                 | 2 - 3 | Valdetires Ferrol    | 26 de septiembre | 17ː30 | Mun. Gironella | 100 |
| Atlético Madrid Navalcarnero | 8 - 2 | Jimbee Roldán FSF    | 26 de septiembre | 18ː00 | La Estación    | 300 |
| Burela FS Pescados Rubén     | 3 - 0 | Rubí FS              | 26 de septiembre | 18ː30 | Vista Alegre   | 400 |
| Univ. Alicante               | 9 - 1 | FSF Rioja            | 26 de septiembre | 18ː30 | Univ. Alicante | 300 |
| Poio Pescamar                | 4 - 2 | Cidade de As Burgas  | 26 de septiembre | 18ː30 | A Seca         | 500 |
| Lacturale Gurpea Orvina      | 0 - 0 | Elche Oh! My Sandals | 26 de septiembre | 19ː30 | Ezkaba         | 200 |
| Majadahonda FSF /AFAR 4      | 2 - 5 | AD Alcorcón FSF      | 26 de septiembre | 20ː00 | La Granadilla  | 150 |

| Rubí FS              | 3 - 1 | Lacturale Gurpea Orvina      | 3 de octubre | 16ː30 | La Llana      | 150 |
| Cidade de As Burgas  | 4 - 4 | Jimbee Roldán FSF            | 3 de octubre | 17ː00 | Los Remedios  | 500 |
| Elche Oh! My Sandals | 1 - 4 | Univ. Alicante               | 3 de octubre | 18ː00 | Esperanza Lag | 450 |
| Valdetires Ferrol    | 1 - 7 | Ourense Envialia             | 3 de octubre | 18ː00 | Esteiro       | 200 |
| Móstoles FSF         | 0 - 6 | Atlético Madrid Navalcarnero | 3 de octubre | 18ː30 | Villafontana  | 350 |
| Poio Pescamar        | 5 - 0 | Majadahonda FSF /AFAR 4      | 3 de octubre | 18ː30 | A Seca        | 350 |
| FSF Rioja            | 3 - 4 | FS Gironella                 | 4 de octubre | 13ː00 | Pal. Deportes | 100 |
| AD Alcorcón FSF      | 2 - 3 | Burela FS Pescados Rubén     | 4 de octubre | 13ː00 | Los Cantos    | 400 |

| Ourense Envialia             | 5 - 2 | FSF Rioja            | 10 de octubre | 17ː00 | Los Remedios   | 200 |
| Atlético Madrid Navalcarnero | 9 - 0 | Valdetires Ferrol    | 10 de octubre | 17:30 | La Estación    | 300 |
| FS Gironella                 | 2 - 1 | Elche Oh! My Sandals | 10 de octubre | 17:30 | Les Moreras    | 200 |
| Burela FS Pescados Rubén     | 5 - 3 | Poio Pescamar        | 10 de octubre | 18:30 | Vista Alegre   | 500 |
| Univ. Alicante               | 2 - 3 | Rubí FS              | 10 de octubre | 18:30 | Univ. Alicante | 250 |
| Jimbee Roldán FSF            | 2 - 1 | Móstoles FSF         | 10 de octubre | 19ː00 | Gabriel Pérez  | 400 |
| Majadahonda FSF /AFAR 4      | 3 - 2 | Cidade de As Burgas  | 10 de octubre | 20ː00 | La Granadilla  | 100 |
| Lacturale Gurpea Orvina      | 3 - 4 | AD Alcorcón FSF      | 11 de octubre | 11ː00 | Ezkaba         | 200 |

| Rubí FS                 | 5 - 2 | FS Gironella                 | 17 de octubre | 16ː30 | La Llana      | 150 |
| Cidade de As Burgas     | 9 - 4 | Móstoles FSF                 | 17 de octubre | 17ː00 | Los Remedios  | 400 |
| FSF Rioja               | 2 - 7 | Atlético Madrid Navalcarnero | 17 de octubre | 18:30 | Pal. Deportes | 200 |
| Valdetires Ferrol       | 3 - 6 | Jimbee Roldán FSF            | 17 de octubre | 18:30 | Esteiro       | 200 |
| Poio Pescamar           | 6 - 1 | Lacturale Gurpea Orvina      | 17 de octubre | 18:30 | A Seca        | 250 |
| Elche Oh! My Sandals    | 2 - 6 | Ourense Envialia             | 17 de octubre | 18:30 | Esperanza Lag | 200 |
| Majadahonda FSF /AFAR 4 | 1 - 4 | Burela FS Pescados Rubén     | 17 de octubre | 20ː00 | La Granadilla | 100 |
| AD Alcorcón FSF         | 3 - 3 | Univ. Alicante               | 18 de octubre | 13ː00 | Los Cantos    | 500 |

| Ourense Envialia             | 5 - 0  | Rubí FS                 | 24 de octubre | 17ː00 | Los Remedios   | 250 |
| FS Gironella                 | 1 - 3  | AD Alcorcón FSF         | 24 de octubre | 17ː30 | Mun. Gironella | 150 |
| Atlético Madrid Navalcarnero | 10 - 1 | Elche Oh! My Sandals    | 24 de octubre | 18ː00 | La Estación    | 300 |
| Jimbee Roldán FSF            | 5 - 0  | FSF Rioja               | 24 de octubre | 18:30 | Gabriel Pérez  | 750 |
| Burela FS Pescados Rubén     | 7 - 2  | Cidade de As Burgas     | 24 de octubre | 18:30 | Vista Alegre   | 300 |
| Móstoles FSF                 | 3 - 2  | Valdetires Ferrol       | 24 de octubre | 18:30 | Villafontana   | 350 |
| Universidad de Alicante      | 4 - 3  | Poio Pescamar           | 24 de octubre | 18:30 | Univ. Alicante | 250 |
| Lacturale Gurpea Orvina      | 4 - 3  | Majadahonda FSF /AFAR 4 | 24 de octubre | 19ː30 | Ezkaba         | 250 |

| Burela FS Pescados Rubén | 7 - 0 | Lacturale Gurpea Orvina      | 31 de octubre  | 16ː00 | Vista Alegre  | 400 |
| Cidade de As Burgas      | 7 - 3 | Valdetires Ferrol            | 31 de octubre  | 17:00 | Los Remedios  | 500 |
| Rubí FS                  | 4 - 7 | Atlético Madrid Navalcarnero | 31 de octubre  | 17:00 | La Llana      | 250 |
| Poio Pescamar            | 0 - 3 | FS Gironella                 | 31 de octubre  | 18ː30 | A Seca        | 200 |
| Elche Oh! My Sandals     | 2 - 4 | Jimbee Roldán FSF            | 31 de octubre  | 19ː00 | Esperanza Lag | 200 |
| Majadahonda FSF /AFAR 4  | 1 - 3 | Universidad de Alicante      | 31 de octubre  | 20ː00 | La Granadilla | 100 |
| FSF Rioja                | 1 - 3 | Móstoles FSF                 | 1 de noviembre | 12ː00 | Pal. Deportes | 200 |
| AD Alcorcón FSF          | 2 - 1 | Ourense Envialia             | 1 de noviembre | 13ː00 | Los Cantos    | 500 |

| FS Gironella                 | 3 - 1 | Majadahonda FSF /AFAR 4  | 7 de noviembre | 16:00 | Les Moreras    | 300 |
| Ourense Envialia             | 4 - 2 | Poio Pescamar            | 7 de noviembre | 17:00 | Los Remedios   | 350 |
| Valdetires Ferrol            | 5 - 3 | FSF Rioja                | 7 de noviembre | 17:00 | Esteiro        | 120 |
| Atlético Madrid Navalcarnero | 3 - 0 | AD Alcorcón FSF          | 7 de noviembre | 18ː00 | La Estación    | 700 |
| Universidad de Alicante      | 3 - 0 | Burela FS Pescados Rubén | 7 de noviembre | 18:30 | Univ. Alicante | 300 |
| Móstoles FSF                 | 4 - 2 | Elche Oh! My Sandals     | 7 de noviembre | 18:30 | Villafontana   | 350 |
| Lacturale Gurpea Orvina      | 2 - 4 | Cidade de As Burgas      | 7 de noviembre | 19ː30 | Ezkaba         | 150 |
| Jimbee Roldán FSF            | 2 - 4 | Rubí FS                  | 7 de noviembre | 20ː00 | Gabriel Pérez  | 750 |

| AD Alcorcón FSF          | 3 - 1 | Jimbee Roldán FSF            | 5 de diciembre | 16ː00 | Los Cantos    | 200 |
| Rubí FS                  | 7 - 4 | Móstoles FSF                 | 5 de diciembre | 16ː30 | La Llana      | 100 |
| Cidade de As Burgas      | 7 - 1 | FSF Rioja                    | 5 de diciembre | 17ː00 | Los Remedios  | 600 |
| Poio Pescamar            | 0 - 4 | Atlético Madrid Navalcarnero | 5 de diciembre | 18:30 | A Seca        | 500 |
| Elche Oh! My Sandals     | 4 - 4 | Valdetires Ferrol            | 5 de diciembre | 18:30 | Esperanza Lag | 300 |
| Lacturale Gurpea Orvina  | 0 - 8 | Universidad de Alicante      | 5 de diciembre | 19ː00 | Ezkaba        | 150 |
| Burela FS Pescados Rubén | 5 - 1 | FS Gironella                 | 5 de diciembre | 19ː15 | Vista Alegre  | 500 |
| Majadahonda FSF /AFAR 4  | 2 - 2 | Ourense Envialia             | 5 de diciembre | 20ː00 | La Granadilla | 100 |

| FSF Rioja                    | 5 - 2 | Elche Oh! My Sandals     | 8 de diciembre | 11:00 | Valdegastea    | 150 |
| Atlético Madrid Navalcarnero | 8 - 4 | Majadahonda FSF /AFAR 4  | 8 de diciembre | 12:00 | La Estación    | 300 |
| Universidad de Alicante      | 3 - 4 | Cidade de As Burgas      | 8 de diciembre | 12:00 | Univ. Alicante | 400 |
| FS Gironella                 | 1 - 1 | Lacturale Gurpea Orvina  | 8 de diciembre | 17:00 | Les Moreras    | 150 |
| Ourense Envialia             | 0 - 0 | Burela FS Pescados Rubén | 8 de diciembre | 17:00 | Los Remedios   | 400 |
| Jimbee Roldán FSF            | 1 - 0 | Poio Pescamar            | 8 de diciembre | 17:00 | Gabriel Pérez  | 500 |
| Valdetires Ferrol            | 1 - 8 | Rubí FS                  | 8 de diciembre | 18:00 | Esteiro        | 100 |
| Móstoles FSF                 | 1 - 4 | AD Alcorcón FSF          | 8 de diciembre | 18:30 | Villafontana   | 700 |

| Rubí FS                  | 5 - 3 | FSF Rioja                    | 12 de diciembre | 16ː30 | La Llana       | 100 |
| Cidade de As Burgas      | 4 - 1 | Elche Oh! My Sandals         | 12 de diciembre | 17ː00 | Los Remedios   | 350 |
| Poio Pescamar            | 4 - 1 | Móstoles FSF                 | 12 de diciembre | 18:30 | A Seca         | 250 |
| Universidad de Alicante  | 8 - 1 | FS Gironella                 | 12 de diciembre | 18:30 | Univ. Alicante | 250 |
| Burela FS Pescados Rubén | 2 - 1 | Atlético Madrid Navalcarnero | 12 de diciembre | 18:30 | Vista Alegre   | 500 |
| Lacturale Gurpea Orvina  | 1 - 6 | Ourense Envialia             | 12 de diciembre | 19ː30 | Ezkaba         | 200 |
| Majadahonda FSF /AFAR 4  | 2 - 2 | Jimbee Roldán FSF            | 12 de diciembre | 20ː00 | La Granadilla  | 100 |
| AD Alcorcón FSF          | 7 - 0 | Valdetires Ferrol            | 13 de diciembre | 13ː00 | Los Cantos     | 400 |

| Ourense Envialia             | 4 - 1 | Universidad de Alicante  | 19 de diciembre | 17:00 | Los Remedios   | 300 |
| FS Gironella                 | 4 - 1 | Cidade de As Burgas      | 19 de diciembre | 17:30 | Mun. Gironella | 150 |
| Atlético Madrid Navalcarnero | 5 - 2 | Lacturale Gurpea Orvina  | 19 de diciembre | 18:00 | Mun. Griñón    | 300 |
| Valdetires Ferrol            | 3 - 3 | Poio Pescamar            | 19 de diciembre | 18:00 | Esteiro        | 100 |
| Elche Oh! My Sandals         | 1 - 4 | Rubí FS                  | 19 de diciembre | 18:30 | Esperanza Lag  | 200 |
| Móstoles FSF                 | 6 - 4 | Majadahonda FSF /AFAR 4  | 19 de diciembre | 18:30 | Villafontana   | 400 |
| Jimbee Roldán FSF            | 3 - 3 | Burela FS Pescados Rubén | 19 de diciembre | 19:15 | Gabriel Pérez  | 600 |
| FSF Rioja                    | 1 - 2 | AD Alcorcón FSF          | 20 de diciembre | 12:00 | Pal. Deportes  | 200 |

| Cidade de As Burgas      | 2 - 4 | Rubí FS                      | 9 de enero  | 17ː00 | Los Remedios   | 400 |
| FS Gironella             | 0 - 1 | Ourense Envialia             | 9 de enero  | 17ː30 | Mun. Gironella | 100 |
| Burela FS Pescados Rubén | 7 - 3 | Móstoles FSF                 | 9 de enero  | 18ː30 | Vista Alegre   |     |
| Poio Pescamar            | 3 - 1 | FSF Rioja                    | 9 de enero  | 18ː30 | A Seca         | 300 |
| Universidad de Alicante  | 4 - 4 | Atlético Madrid Navalcarnero | 9 de enero  | 18ː30 | Univ. Alicante | 500 |
| Lacturale Gurpea Orvina  | 4 - 8 | Jimbee Roldán FSF            | 9 de enero  | 19ː30 | Ezkaba         | 300 |
| Majadahonda FSF /AFAR 4  | 8 - 0 | Valdetires Ferrol            | 9 de enero  | 20ː00 | La Granadilla  | 100 |
| AD Alcorcón FSF          | 7 - 0 | Elche Oh! My Sandals         | 10 de enero | 13ː30 | Los Cantos     | 500 |

| Rubí FS                      | 0 - 6 | AD Alcorcón FSF          | 16 de enero | 16ː30 | La Llana          | 150  |
| Jimbee Roldán FSF            | 4 - 1 | Universidad de Alicante  | 16 de enero | 17ː00 | Virgen del Pasico | 300  |
| Cidade de As Burgas          | 2 - 1 | Ourense Envialia         | 16 de enero | 17ː00 | Los Remedios      | 1000 |
| FSF Rioja                    | 3 - 2 | Majadahonda FSF /AFAR 4  | 16 de enero | 18ː00 | Pal. Deportes     | 200  |
| Móstoles FSF                 | 3 - 2 | Lacturale Gurpea Orvina  | 16 de enero | 18ː30 | Villafontana      | 400  |
| Elche Oh! My Sandals         | 2 - 3 | Poio Pescamar            | 16 de enero | 18ː30 | Esperanza Lag     | 300  |
| Valdetires Ferrol            | 1 - 6 | Burela FS Pescados Rubén | 16 de enero | 20ː00 | Esteiro           | 100  |
| Atlético Madrid Navalcarnero | 9 - 0 | FS Gironella             | 16 de enero | 20ː00 | La Estación       | 300  |

| Ourense Envialia         | 1 - 4 | Atlético Madrid Navalcarnero | 23 de enero | 17ː00 | Los Remedios   | 500 |
| FS Gironella             | 0 - 4 | Jimbee Roldán FSF            | 23 de enero | 17ː45 | Les Moreras    | 100 |
| Burela FS Pescados Rubén | 3 - 2 | FSF Rioja                    | 23 de enero | 18ː30 | Vista Alegre   | 500 |
| Poio Pescamar            | 3 - 4 | Rubí FS                      | 23 de enero | 18ː30 | A Seca         | 200 |
| Universidad de Alicante  | 5 - 4 | Móstoles FSF                 | 23 de enero | 19ː15 | Univ. Alicante | 250 |
| Lacturale Gurpea Orvina  | 3 - 2 | Valdetires Ferrol            | 23 de enero | 19ː30 | Ezkaba         | 250 |
| Majadahonda FSF /AFAR 4  | 3 - 1 | Elche Oh! My Sandals         | 23 de enero | 20ː00 | La Granadilla  | 100 |
| AD Alcorcón FSF          | 3 - 4 | Cidade de As Burgas          | 24 de enero | 12ː30 | Los Cantos     | 500 |

| FS Gironella                 | 2 - 2  | Móstoles FSF             | 30 de enero | 17ː00 | Mun. Gironella | 100 |
| Ourense Envialia             | 1 - 1  | Jimbee Roldán FSF        | 30 de enero | 17ː00 | Los Remedios   | 300 |
| Atlético Madrid Navalcarnero | 4 - 3  | Cidade de As Burgas      | 30 de enero | 17ː45 | La Estación    | 500 |
| Universidad de Alicante      | 13 - 0 | Valdetires Ferrol        | 30 de enero | 18ː30 | Univ. Alicante | 200 |
| Poio Pescamar                | 1 - 3  | AD Alcorcón FSF          | 30 de enero | 18ː30 | A Seca         | 400 |
| Elche Oh! My Sandals         | 0 - 3  | Burela FS Pescados Rubén | 30 de enero | 19ː00 | Esperanza Lag  | 350 |
| Lacturale Gurpea Orvina      | 4 - 2  | FSF Rioja                | 30 de enero | 19ː30 | Ezkaba         | 350 |
| Majadahonda FSF /AFAR 4      | 2 - 1  | Rubí FS                  | 30 de enero | 20ː00 | La Granadilla  | 100 |

| Jimbee Roldán FSF    | 0 - 5 | Atlético Madrid Navalcarnero | 6 de febrero | 12:30 | Gabriel Pérez | 800 |
| Rubí FS              | 1 - 4 | Burela FS Pescados Rubén     | 6 de febrero | 16:30 | La Llana      | 200 |
| Cidade de As Burgas  | 6 - 5 | Poio Pescamar                | 6 de febrero | 17:00 | Los Remedios  | 350 |
| Elche Oh! My Sandals | 0 - 2 | Lacturale Gurpea Orvina      | 6 de febrero | 17:00 | Esperanza Lag | 250 |
| FSF Rioja            | 1 - 3 | Universidad de Alicante      | 6 de febrero | 18:00 | Pal. Deportes | 150 |
| Valdetires Ferrol    | 1 - 6 | FS Gironella                 | 6 de febrero | 18:00 | Esteiro       | 150 |
| Móstoles FSF         | 3 - 4 | Ourense Envialia             | 6 de febrero | 18:30 | Villafontana  | 700 |
| AD Alcorcón FSF      | 5 - 0 | Majadahonda FSF /AFAR 4      | 7 de febrero | 17:00 | Los Cantos    | 500 |

| FS Gironella                 | 2 - 3 | FSF Rioja            | 13 de febrero | 16:00 | Les Moreras    | 200 |
| Ourense Envialia             | 4 - 1 | Valdetires Ferrol    | 13 de febrero | 17:00 | Los Remedios   | 300 |
| Atlético Madrid Navalcarnero | 3 - 0 | Móstoles FSF         | 13 de febrero | 18:15 | La Estación    | 600 |
| Burela FS Pescados Rubén     | 4 - 2 | AD Alcorcón FSF      | 13 de febrero | 18:30 | Vista Alegre   | 450 |
| Jimbee Roldán FSF            | 1 - 1 | Cidade de As Burgas  | 13 de febrero | 18:30 | Gabriel Pérez  | 700 |
| Universidad de Alicante      | 5 - 0 | Elche Oh! My Sandals | 13 de febrero | 18:30 | Univ. Alicante | 600 |
| Lacturale Gurpea Orvina      | 3 - 4 | Rubí FS              | 13 de febrero | 19:30 | Ezkaba         | 200 |
| Majadahonda FSF /AFAR 4      | 4 - 4 | Poio Pescamar        | 13 de febrero | 20:00 | La Granadilla  | 100 |

| Cidade de As Burgas  | 0 - 3 | Majadahonda FSF /AFAR 4      | 27 de febrero | 17:00 | Los Remedios  | 350 |
| Rubí FS              | 1 - 3 | Universidad de Alicante      | 27 de febrero | 17:00 | La Llana      | 200 |
| Valdetires Ferrol    | 1 - 6 | Atlético Madrid Navalcarnero | 27 de febrero | 17:30 | Esteiro       | 200 |
| Móstoles FSF         | 1 - 0 | Jimbee Roldán FSF            | 27 de febrero | 18:30 | Villafontana  | 400 |
| Poio Pescamar        | 4 - 5 | Burela FS Pescados Rubén     | 27 de febrero | 18:30 | A Seca        |     |
| Elche Oh! My Sandals | 0 - 3 | FS Gironella                 | 27 de febrero | 18:30 | Esperanza Lag | 200 |
| FSF Rioja            | 0 - 7 | Ourense Envialia             | 28 de febrero | 12:00 | Valdegastea   | 100 |
| AD Alcorcón FSF      | 7 - 1 | Lacturale Gurpea Orvina      | 28 de febrero | 13:00 | Los Cantos    | 500 |

| Ourense Envialia             | 3 - 2 | Elche Oh! My Sandals    | 12 de marzo | 17:00 | Los Remedios   | 250 |
| Jimbee Roldán FSF            | 2 - 1 | Valdetires Ferrol       | 12 de marzo | 17:00 | Gabriel Pérez  | 500 |
| FS Gironella                 | 1 - 2 | Rubí FS                 | 12 de marzo | 18:00 | Mun. Gironella | 100 |
| Atlético Madrid Navalcarnero | 9 - 1 | FSF Rioja               | 12 de marzo | 18:15 | La Estación    | 200 |
| Burela FS Pescados Rubén     | 6 - 1 | Majadahonda FSF /AFAR 4 | 12 de marzo | 18:30 | Vista Alegre   | 150 |
| Móstoles FSF                 | 4 - 3 | Cidade de As Burgas     | 12 de marzo | 18:30 | Villafontana   | 450 |
| Universidad de Alicante      | 3 - 5 | AD Alcorcón FSF         | 12 de marzo | 18:30 | Univ. Alicante | 450 |
| Lacturale Gurpea Orvina      | 2 - 6 | Poio Pescamar           | 12 de marzo | 19:30 | Ezkaba         | 200 |

| FSF Rioja               | 1 - 0 | Jimbee Roldán FSF            | 19 de marzo | 16:00 | Pal. Deportes | 150 |
| Valdetires Ferrol       | 2 - 3 | Móstoles FSF                 | 19 de marzo | 16:30 | Esteiro       | 150 |
| Rubí FS                 | 0 - 4 | Ourense Envialia             | 19 de marzo | 16:30 | La Llana      | 150 |
| Cidade de As Burgas     | 1 - 6 | Burela FS Pescados Rubén     | 19 de marzo | 17:00 | Los Remedios  | 500 |
| Elche Oh! My Sandals    | 2 - 4 | Atlético Madrid Navalcarnero | 19 de marzo | 17:30 | Esperanza Lag | 300 |
| Poio Pescamar           | 1 - 1 | Universidad de Alicante      | 19 de marzo | 18:30 | A Seca        |     |
| Majadahonda FSF /AFAR 4 | 3 - 4 | Lacturale Gurpea Orvina      | 19 de marzo | 20:00 | La Granadilla | 100 |
| AD Alcorcón FSF         | 4 - 1 | FS Gironella                 | 20 de marzo | 13:00 | Los Cantos    | 400 |

| Jimbee Roldán FSF            | 3 - 2 | Elche Oh! My Sandals     | 2 de abril | 12:30 | Gabriel Pérez  | 500 |
| FS Gironella                 | 4 - 6 | Poio Pescamar            | 2 de abril | 16:00 | Les Moreras    | 110 |
| Ourense Envialia             | 1 - 2 | AD Alcorcón FSF          | 2 de abril | 17:00 | Los Remedios   | 300 |
| Valdetires Ferrol            | 7 - 2 | Cidade de As Burgas      | 2 de abril | 17:00 | Esteiro        | 100 |
| Atlético Madrid Navalcarnero | 6 - 2 | Rubí FS                  | 2 de abril | 18:00 | La Estación    | 600 |
| Universidad de Alicante      | 5 - 1 | Majadahonda FSF /AFAR 4  | 2 de abril | 18:30 | Univ. Alicante | 100 |
| Lacturale Gurpea Orvina      | 1 - 8 | Burela FS Pescados Rubén | 2 de abril | 19:30 | Ezkaba         | 100 |
| Móstoles FSF                 | 1 - 2 | FSF Rioja                | 3 de abril | 12:30 | Villafontana   | 500 |

| Rubí FS                  | 6 - 4 | Jimbee Roldán FSF            | 9 de abril  | 17:00 | La Llana      | 200  |
| Cidade de As Burgas      | 7 - 4 | Lacturale Gurpea Orvina      | 9 de abril  | 17:00 | Los Remedios  | 400  |
| FSF Rioja                | 0 - 2 | Valdetires Ferrol            | 9 de abril  | 18:00 | Pal. Deportes | 250  |
| Burela FS Pescados Rubén | 3 - 1 | Universidad de Alicante      | 9 de abril  | 18:30 | Vista Alegre  | 400  |
| Elche Oh! My Sandals     | 4 - 7 | Móstoles FSF                 | 9 de abril  | 18:30 | Esperanza Lag | 400  |
| Poio Pescamar            | 0 - 5 | Ourense Envialia             | 9 de abril  | 19:30 | A Seca        |      |
| Majadahonda FSF /AFAR 4  | 2 - 4 | FS Gironella                 | 9 de abril  | 20:00 | La Granadilla | 150  |
| AD Alcorcón FSF          | 2 - 5 | Atlético Madrid Navalcarnero | 10 de abril | 13:00 | Los Cantos    | 1000 |

| Ourense Envialia             | 3 - 0 | Majadahonda FSF /AFAR 4  | 16 de abril | 17:00 | Los Remedios   | 300 |
| Valdetires Ferrol            | 2 - 1 | Elche Oh! My Sandals     | 16 de abril | 17:30 | Esteiro        | 100 |
| FS Gironella                 | 3 - 6 | Burela FS Pescados Rubén | 16 de abril | 17:30 | Mun. Gironella | 200 |
| Atlético Madrid Navalcarnero | 3 - 0 | Poio Pescamar            | 16 de abril | 18:00 | La Estación    | 300 |
| Jimbee Roldán FSF            | 0 - 2 | AD Alcorcón FSF          | 16 de abril | 18:00 | Gabriel Pérez  | 500 |
| Móstoles FSF                 | 3 - 6 | Rubí FS                  | 16 de abril | 18:30 | Villafontana   | 450 |
| Universidad de Alicante      | 9 - 0 | Lacturale Gurpea Orvina  | 16 de abril | 18:30 | Univ. Alicante | 250 |
| FSF Rioja                    | 4 - 6 | Cidade de As Burgas      | 17 de abril | 12:00 | Pal. Deportes  | 250 |

| Rubí FS                  | 4 - 3 | Valdetires Ferrol            | 23 de abril | 16:30 | La Llana      | 200 |
| Cidade de As Burgas      | 0 - 4 | Universidad de Alicante      | 23 de abril | 17:00 | Los Remedios  | 400 |
| Elche Oh! My Sandals     | 4 - 0 | FSF Rioja                    | 23 de abril | 18:30 | Esperanza Lag | 200 |
| Burela FS Pescados Rubén | 4 - 1 | Ourense Envialia             | 23 de abril | 18:30 | Vista Alegre  | 600 |
| Poio Pescamar            | 3 - 1 | Jimbee Roldán FSF            | 23 de abril | 18:30 | A Seca        | 350 |
| Lacturale Gurpea Orvina  | 2 - 4 | FS Gironella                 | 23 de abril | 19:30 | Ezkaba        | 350 |
| Majadahonda FSF /AFAR 4  | 1 - 6 | Atlético Madrid Navalcarnero | 23 de abril | 20:00 | La Granadilla | 150 |
| AD Alcorcón FSF          | 5 - 4 | Móstoles FSF                 | 24 de abril | 13:00 | Los Cantos    | 600 |

| Ourense Envialia             | 6 - 3  | Lacturale Gurpea Orvina  | 30 de abril | 17:00 | Los Remedios  | 600 |
| Jimbee Roldán FSF            | 3 - 4  | Majadahonda FSF /AFAR 4  | 30 de abril | 17:00 | Gabriel Pérez | 500 |
| FS Gironella                 | 2 - 2  | Universidad de Alicante  | 30 de abril | 17:30 | Les Moreras   | 100 |
| Atlético Madrid Navalcarnero | 2 - 3  | Burela FS Pescados Rubén | 30 de abril | 17:30 | La Estación   | 800 |
| Elche Oh! My Sandals         | 2 - 10 | Cidade de As Burgas      | 30 de abril | 18:30 | Esperanza Lag | 250 |
| Valdetires Ferrol            | 0 - 5  | AD Alcorcón FSF          | 1 de mayo   | 11:30 | Esteiro       | 200 |
| FSF Rioja                    | 5 - 2  | Rubí FS                  | 1 de mayo   | 12:00 | Pal. Deportes | 200 |
| Móstoles FSF                 | 3 - 2  | Poio Pescamar            | 1 de mayo   | 12:30 | Villafontana  | 300 |

| Rubí FS                  | 3 - 2 | Elche Oh! My Sandals         | 14 de mayo | 16ː30 | La Llana       | 100 |
| Cidade de As Burgas      | 2 - 2 | FS Gironella                 | 14 de mayo | 17ː00 | Los Remedios   | 300 |
| AD Alcorcón FSF          | 7 - 0 | FSF Rioja                    | 14 de mayo | 17ː00 | Los Cantos     | 150 |
| Poio Pescamar            | 8 - 2 | Valdetires Ferrol            | 14 de mayo | 18ː30 | A Seca         | 350 |
| Universidad de Alicante  | 2 - 0 | Ourense Envialia             | 14 de mayo | 18ː30 | Univ. Alicante | 250 |
| Lacturale Gurpea Orvina  | 2 - 7 | Atlético Madrid Navalcarnero | 14 de mayo | 19ː30 | Ezkaba         | 200 |
| Majadahonda FSF /AFAR 4  | 5 - 2 | Móstoles FSF                 | 14 de mayo | 20ː00 | La Granadilla  | 100 |
| Burela FS Pescados Rubén | 6 - 1 | Jimbee Roldán FSF            | 15 de mayo | 12:30 | Vista Alegre   | 500 |

| Móstoles FSF                 | 2 - 3  | Burela FS Pescados Rubén | 21 de mayo | 16:30 | Villafontana  | 700 |
| Rubí FS                      | 5 - 3  | Cidade de As Burgas      | 21 de mayo | 16:30 | La Llana      | 150 |
| Jimbee Roldán FSF            | 4 - 0  | Lacturale Gurpea Orvina  | 21 de mayo | 17ː00 | Gabriel Pérez | 400 |
| Valdetires Ferrol            | 1 - 1  | Majadahonda FSF /AFAR 4  | 21 de mayo | 17ː00 | Esteiro       | 100 |
| Ourense Envialia             | 5 - 4  | FS Gironella             | 21 de mayo | 17ː00 | Los Remedios  | 300 |
| Elche Oh! My Sandals         | 1 - 5  | AD Alcorcón FSF          | 21 de mayo | 18ː00 | Esperanza Lag | 150 |
| Atlético Madrid Navalcarnero | 10 - 0 | Universidad de Alicante  | 21 de mayo | 19ː00 | La Estación   | 400 |
| FSF Rioja                    | 2 - 1  | Poio Pescamar            | 22 de mayo | 12:00 | Pal. Deportes | 200 |

| Ourense Envialia         | 2 - 3  | Cidade de As Burgas          | 28 de mayo | 18:00 | Los Remedios   | 1200 |
| FS Gironella             | 2 - 6  | Atlético Madrid Navalcarnero | 28 de mayo | 18:00 | Mun. Gironella | 200  |
| Universidad de Alicante  | 5 - 0  | Jimbee Roldán FSF            | 28 de mayo | 18:00 | Univ. Alicante | 350  |
| Lacturale Gurpea Orvina  | 2 - 1  | Móstoles FSF                 | 28 de mayo | 18:00 | Ezkaba         | 200  |
| Burela FS Pescados Rubén | 7 - 2  | Valdetires Ferrol            | 28 de mayo | 18:00 | Vista Alegre   | 800  |
| Majadahonda FSF /AFAR 4  | 2 - 5  | FSF Rioja                    | 28 de mayo | 18:00 | La Granadilla  | 150  |
| Poio Pescamar            | 4 - 2  | Elche Oh! My Sandals         | 28 de mayo | 18:30 | A Seca         | 300  |
| AD Alcorcón FSF          | 11 - 2 | Rubí FS                      | 29 de mayo | 13:00 | Los Cantos     | 200  |

| Jimbee Roldán FSF            | 2 - 1 | FS Gironella                | 4 de junio | 12:30 | Gabriel Pérez     | 800 |
| Rubí FS                      | 3 - 4 | Poio Pescamar               | 4 de junio | 16:30 | La Llana          | 100 |
| Cidade de As Burgas          | 5 - 4 | AD Alcorcón FSF             | 4 de junio | 17:00 | Los Remedios      | 400 |
| Móstoles FSF                 | 1 - 5 | Universidad de Alicante     | 4 de junio | 18:00 | Villafontana      | 200 |
| Valdetires Ferrol            | 5 - 4 | Lacturale Gurpea Orvina     | 4 de junio | 18:00 | Esteiro           | 100 |
| FSF Rioja                    | 0 - 2 | Burela FS Pescados Rubén(C) | 4 de junio | 18:00 | Gonzalo de Berceo | 400 |
| Atlético Madrid Navalcarnero | 5 - 2 | Ourense Envialia            | 4 de junio | 18:00 | La Estación       | 200 |
| Elche Oh! My Sandals         | 1 - 4 | Majadahonda FSF /AFAR 4     | 4 de junio | 18:00 | Miguel Hernández  | 100 |

## Estadísticas

### Tabla histórica de goleadoras
| Puesto                                                  | Jugadora        | Equipo                         | Goles |
| ------------------------------------------------------- | --------------- | ------------------------------ | ----- |
| 1                                                       | Iria Saeta      | Cidade de As Burgas FS         | 42    |
| 2                                                       | Ariane          | CD Futsi Atlético Navalcarnero | 41    |
| 3                                                       | Vane Sotelo     | Cidade de As Burgas FS         | 38    |
| 4                                                       | Sara Navalón    | Universidad de Alicante FSF    | 36    |
| 5                                                       | Leticia Sanchez | CD Futsi Atlético Navalcarnero | 33    |
| 6                                                       | Sara Moreno     | Ourense Envialia               | 31    |
| 7                                                       | Peque           | CD Burela FS Pescados Rubén    | 30    |
| 8                                                       | Gaby            | CD Burela FS Pescados Rubén    | 25    |
| 9                                                       | Inma            | FSF Móstoles                   | 24    |
| 10                                                      | María Otero     | FSF Móstoles                   | 22    |
| Última actualización: 4 de junio de 2016. Fuente: ACFSF |                 |                                |       |

### Amonestaciones por equipo
| 1                                                   | CD Universidad de Alicante     | 21 | 0 |
| 2                                                   | Gironella FSF                  | 23 | 0 |
| 3                                                   | AD Alcorcón FSF                | 28 | 0 |
| 3                                                   | Rubí FS                        | 28 | 0 |
| 5                                                   | Burela FS                      | 28 | 1 |
| 6                                                   | Jimbee Roldán FSF              | 34 | 0 |
| 7                                                   | CD Lacturale Orvina            | 35 | 0 |
| 8                                                   | Rioja FSF                      | 36 | 0 |
| 9                                                   | Poio Pescamar FS               | 34 | 1 |
| 10                                                  | Valdetires Ferrol FSF          | 35 | 1 |
| 11                                                  | FSF Móstoles                   | 29 | 4 |
| 12                                                  | CD Futsi Atlético Navalcarnero | 38 | 0 |
| 13                                                  | Majadahonda FSF/Afar 4         | 48 | 0 |
| 13                                                  | Elche CF                       | 48 | 0 |
| 15                                                  | Ourense CF SAD                 | 48 | 2 |
| 16                                                  | Cidade As Burgas FS            | 45 | 5 |
| Última actualización: 4 de junio 2016 Fuente: ACFSF |                                |    |   |

### Rachas
- Mayor racha ganadora: Burela FS; 18 jornadas (jornada 13 a 30)
- Mayor racha invicta: Burela FS; 22 jornadas (jornada 9 a 30)
- Mayor racha marcando: CD Futsi Atlético Navalcarnero; 30 jornadas (jornada 1 a 30)
- Mayor racha empatando: 4 equipos; 2 jornadas
- Mayor racha imbatida: 4 equipos; 2 jornadas
- Mayor racha perdiendo: Elche CF; 15 jornadas (jornada 10 a 24)
- Mayor racha sin ganar: Elche CF; 15 jornadas (jornada 1 a 24)
- Mayor racha sin marcar: Elche CF; 4 jornadas (jornada 16 a 19)
- Mayor goleada en casa:

Universidad Alicante FSF 13 - 0 Valdetires Ferrol FSF (30 de enero)
- Mayor goleada a domicilio:

CD Lacturale Orvina 0 - 8 Universidad Alicante FSF (5 de diciembre)
Elche CF 2 - 10 Cidade As Burgas FS (30 de abril)
- Partido con más goles:

Cidade As Burgas FS 9 - 4 FSF Móstoles (17 de octubre)
Universidad Alicante FSF 13 - 0 Valdetires Ferrol FSF (30 de enero)
AD Alcorcón FSF 11 - 2 Rubí FS (29 de mayo)

### Asistencia en los estadios
| Pos                                      | Equipo                         | Pabellón                 | Total  | Más alta | Más baja | Media |
| ---------------------------------------- | ------------------------------ | ------------------------ | ------ | -------- | -------- | ----- |
| 1                                        | Jimbee Roldán FSF              | Gabriel Pérez            | 8 500  | 800      | 300      | 567   |
| 2                                        | Cidade As Burgas FS            | Los Remedios             | 7 450  | 1 000    | 300      | 497   |
| 3                                        | AD Alcorcón FSF                | Los Cantos               | 6 850  | 1 000    | 150      | 457   |
| 4                                        | FSF Móstoles                   | Villafontana             | 6 400  | 700      | 150      | 427   |
| 5                                        | Burela FS                      | Vista Alegre             | 6 250  | 800      | 150      | 446   |
| 6                                        | CD Futsi Atlético Navalcarnero | La Estación              | 6 100  | 800      | 200      | 407   |
| 7                                        | Ourense CF SAD                 | Los Remedios             | 5 850  | 1 200    | 200      | 390   |
| 8                                        | CD Universidad de Alicante     | Universidad de Alicante  | 4 700  | 600      | 100      | 313   |
| 9                                        | Poio Pescamar FS               | A Seca                   | 3 950  | 500      | 200      | 329   |
| 10                                       | Elche CF                       | Esperanza Lag            | 3 850  | 450      | 100      | 257   |
| 11                                       | CD Lacturale Orvina            | Ezkaba                   | 3 300  | 350      | 100      | 220   |
| 12                                       | Rioja FSF                      | Pal. Deportes            | 2 950  | 400      | 100      | 197   |
| 13                                       | Rubí FS                        | Sagrada Familia          | 2 300  | 250      | 100      | 153   |
| 14                                       | Gironella FSF                  | M. Gironella/Les Moreras | 2 260  | 300      | 100      | 151   |
| 15                                       | Valdetires Ferrol FSF          | Esteiro                  | 2 020  | 200      | 100      | 135   |
| 16                                       | Majadahonda FSF/Afar 4         | La Granadilla            | 1 700  | 150      | 100      | 113   |
| Total                                    | Total                          | Total                    | 74 430 | 1 200    | 100      | 310   |
| Última actualización: 4 de junio de 2016 |                                |                          |        |          |          |       |

### Otros datos estadísticos
En el cuadro se detalla el resumen de goles, espectadores, amarillas y expulsiones por jornada y totales.
| Datos estadísticos por jornada | Datos estadísticos por jornada | Datos estadísticos por jornada | Datos estadísticos por jornada | Datos estadísticos por jornada |
| --- | ------------------------------ | ------------------------------ | ------------------------------ | ------------------------------ |
| \| Jornada \| Goles · \| Amarillas · \| Expulsiones · \| Espectadores \| \| Jornada 1 \| 40 \| 11 \| 1 \| 2.150 \| \| Jornada 2 \| 48 \| 20 \| 0 \| 1.600 \| \| Jornada 3 \| 48 \| 21 \| 2 \| 1.500 \| \| Jornada 4 \| 47 \| 16 \| 0 \| 2.850 \| \| Jornada 5 \| 64 \| 23 \| 0 \| 1.820 \| \| Jornada 6 \| 53 \| 12 \| 0 \| 2.000 \| \| Jornada 7 \| 48 \| 27 \| 0 \| 2.450 \| \| Jornada 8 \| 42 \| 22 \| 0 \| 1.750 \| \| Jornada 9 \| 53 \| 17 \| 0 \| 2.020 \| \| Jornada 10 \| 43 \| 27 \| 2 \| 1.850 \| \| Jornada 11 \| 41 \| 15 \| 0 \| 2.150 \| \| Jornada 12 \| 47 \| 15 \| 2 \| 1.550 \| \| Jornada 13 \| 56 \| 18 \| 0 \| 2.050 \| \| Jornada 14 \| 43 \| 19 \| 0 \| 1.300 \| \| Jornada 15 \| 46 \| 22 \| 1 \| 2.590 \| \| Jornada 16 \| 42 \| 23 \| 0 \| 2.250 \| \| Jornada 17 \| 46 \| 20 \| 0 \| 2.150 \| \| Jornada 18 \| 41 \| 26 \| 2 \| 2.700 \| \| Jornada 19 \| 42 \| 14 \| 1 \| 1.300 \| \| Jornada 20 \| 51 \| 16 \| 2 \| 2.650 \| \| Jornada 21 \| 37 \| 16 \| 0 \| 1.900 \| \| Jornada 22 \| 53 \| 23 \| 0 \| 2.350 \| \| Jornada 23 \| 56 \| 21 \| 0 \| 2.200 \| \| Jornada 24 \| 48 \| 14 \| 0 \| 1.650 \| \| Jornada 25 \| 46 \| 19 \| 0 \| 2.250 \| \| Jornada 26 \| 54 \| 14 \| 0 \| 1.800 \| \| Jornada 27 \| 51 \| 19 \| 0 \| 2.470 \| \| Jornada 28 \| 47 \| 18 \| 1 \| 1.970 \| \| Jornada 29 \| 56 \| 11 \| 0 \| 2.200 \| \| Jornada 30 \| 48 \| 19 \| 1 \| 2.150 \| \| TOTALES \| 1.437 \| 558 \| 14 \| 74.430 \| \| Media (por jornada) \| 47,9 \| 18,6 \| 0,5 \| 2.481 \| \| ------------------- \| ------- \| ----------- \| ------------- \| ------------ \| · Las amarillas contabilizan el total, en caso de doble amarilla se apuntarán dos amarillas y ninguna expulsión. Actualizado el 04 de junio de 2016 |                                |                                |                                |                                |
| Jornada | Goles ·                        | Amarillas ·                    | Expulsiones ·                  | Espectadores                   |
| Jornada 1 | 40                             | 11                             | 1                              | 2.150                          |
| Jornada 2 | 48                             | 20                             | 0                              | 1.600                          |
| Jornada 3 | 48                             | 21                             | 2                              | 1.500                          |
| Jornada 4 | 47                             | 16                             | 0                              | 2.850                          |
| Jornada 5 | 64                             | 23                             | 0                              | 1.820                          |
| Jornada 6 | 53                             | 12                             | 0                              | 2.000                          |
| Jornada 7 | 48                             | 27                             | 0                              | 2.450                          |
| Jornada 8 | 42                             | 22                             | 0                              | 1.750                          |
| Jornada 9 | 53                             | 17                             | 0                              | 2.020                          |
| Jornada 10 | 43                             | 27                             | 2                              | 1.850                          |
| Jornada 11 | 41                             | 15                             | 0                              | 2.150                          |
| Jornada 12 | 47                             | 15                             | 2                              | 1.550                          |
| Jornada 13 | 56                             | 18                             | 0                              | 2.050                          |
| Jornada 14 | 43                             | 19                             | 0                              | 1.300                          |
| Jornada 15 | 46                             | 22                             | 1                              | 2.590                          |
| Jornada 16 | 42                             | 23                             | 0                              | 2.250                          |
| Jornada 17 | 46                             | 20                             | 0                              | 2.150                          |
| Jornada 18 | 41                             | 26                             | 2                              | 2.700                          |
| Jornada 19 | 42                             | 14                             | 1                              | 1.300                          |
| Jornada 20 | 51                             | 16                             | 2                              | 2.650                          |
| Jornada 21 | 37                             | 16                             | 0                              | 1.900                          |
| Jornada 22 | 53                             | 23                             | 0                              | 2.350                          |
| Jornada 23 | 56                             | 21                             | 0                              | 2.200                          |
| Jornada 24 | 48                             | 14                             | 0                              | 1.650                          |
| Jornada 25 | 46                             | 19                             | 0                              | 2.250                          |
| Jornada 26 | 54                             | 14                             | 0                              | 1.800                          |
| Jornada 27 | 51                             | 19                             | 0                              | 2.470                          |
| Jornada 28 | 47                             | 18                             | 1                              | 1.970                          |
| Jornada 29 | 56                             | 11                             | 0                              | 2.200                          |
| Jornada 30 | 48                             | 19                             | 1                              | 2.150                          |
| TOTALES | 1.437                          | 558                            | 14                             | 74.430                         |
| Media (por jornada) | 47,9                           | 18,6                           | 0,5                            | 2.481                          |